# Всеобщие выборы в Парагвае (2013)
Всеобщие выборы в Парагвае 2013 года прошли 21 апреля и стали 6-ми национальными выборами после завершения диктатуры Альфредо Стресснера в феврале 1989 года. Они также стали первыми выборами после исключения страны из международной южноамериканской организации Меркосур, связанного с импичментом президента Фернандо Луго, избранного на предыдущих выборах 2008 года. На прошедших выборах избраны президент, вице-президент, сенаторы, конгрессмены и губернаторы департаментов.
Президентом был избран Орасио Картес, получивший большинство голосов 45,8 % при явке 69 %.

## Президентские выборы

### Кандидаты в президенты
- Эфраин Алегре
- Орасио Картес
- Анималь Каррильо Ирамайн
- Марио Феррейро
- Мигель Карризоса
- Лилиан Сото

### Кампания
В ночь на 2 февраля 2013 года Лино Сезар Овьедо, кандидат на выборах от Национального союза этических граждан, погиб в результате крушения вертолёта близ Пуэрто-Антекуэра вместе с телохранителем и пилотом при возвращении с предвыборного мероприятия в центральном парагвайском городе Консепсьон. Овьедо боролся за те же голоса избирателей, что и правая Партия Колорадо. В результате его гибели ожидается консолидация правого политического крыла и усиление позиций Колорадо.
По результатам выборов Орасио Картес объявлен новым президентом Парагвая.

### Результаты
Результаты президентских выборов 21 апреля 2013 года (после подсчёта 99,3% голосов)
| Кандидат                                                 | Партия                                                                           | Голоса    | %     |
| -------------------------------------------------------- | -------------------------------------------------------------------------------- | --------- | ----- |
| Орасио Картес                                            | Партия Колорадо (Asociación Nacional Republicana — Partido Colorado)             | 1 095 469 | 45,80 |
| Эфраин Алегре                                            | Аутентичная радикальная либеральная партия/Счастливый Парагвай (Paraguay Alegre) | 883 630   | 36,94 |
| Марио Феррейро                                           | Вперёд страна (Avanza País)                                                      | 140 622   | 5,88  |
| Анибаль Каррильо                                         | Фронт Гуазу (Frente Guasú)                                                       | 79 327    | 3,32  |
| Мигель Карризоса                                         | Партия любимого Отечества (Partido Patria Querida)                               | 27 036    | 1,13  |
| Лино Сезар Овьедо                                        | Национальный союз этических граждан (UNACE)                                      | 19 124    | 0,80  |
| Роберто Феррейра                                         | Парагвайская гуманистическая партия (Partido Humanista Paraguayo)                | 3969      | 0,17  |
| Лилиан Сото                                              | Kuña Pyrenda                                                                     | 3872      | 0,16  |
| Эдуардо Арке                                             | Рабочая партия (Partido de los Trabajadores)                                     | 2889      | 0,12  |
| Рикардо Альмада                                          | Белая партия (Partido Blanco)                                                    | 2718      | 0,11  |
| Атанасио Галеано                                         | Партия свободного Отечества (Partido Patria Libre)                               | 2329      | 0,10  |
| Пустых бюллетеней                                        | Пустых бюллетеней                                                                | 71 388    | -     |
| Недействительных бюллетеней                              | Недействительных бюллетеней                                                      | 59 417    | -     |
| Всего                                                    | Всего                                                                            | 2 391 790 | 100   |
| Зарегистрированных бюллетеней/Явка                       | Зарегистрированных бюллетеней/Явка                                               | 3 516 275 | 68,6  |
| Источник: Supreme Electoral Justice Tribunal of Paraguay |                                                                                  |           |       |

## Реакция на выборы
Президент Аргентины Кристина Фернандес де Киршнер поздравила парагвайский народ, назвала выборы «образцовыми» и объявила о своем одобрении повторного признания страны сообществом Меркосур.